# Henk Wanders
Henk Wanders (Nijmegen, 1958) is een Nederlands drummer.

## Biografie
Wanders speelde in de jaren 70 bij de Nijmeegse jazzrock-band Elevator.
Samen met Frank Boeijen stond hij aan de wieg van de Frank Boeijen Groep, die in de jaren 80 grote bekendheid verwierf. Hun eerste optreden was op 3 november 1979 in het Nijmeegse jongerencentrum Doornroosje. Het succes begon bij het album 1001 Hotel (1983) met de hit Linda. De Groep deelde mee in het succes van de Nederpop in die tijd, aangevoerd door Doe Maar. Van het album Kontakt (1984) belandde Doe Iets, Zwart Wit en 1.000.000 sterren in de Top 40. In mei 1985 kwam de lp Foto Van Een Mooie Dag uit met daarop de hitsingle Kronenburg Park. Ook het album Welkom in Utopia (1987) werd een aardig succes. Na ruim elf jaar (in 1991) brak Boeijen de groep op. Op 30 maart was het laatste optreden in Theater De Metropole in Almere. 
Hierna maakte Henk Wanders deel uit van de groepen The Wanders Circus, Kali Tichi en Palio-Paréa. In 2000 sloot hij zich aan bij het muziekgezelschap ®chestra.

## Discografie

### Frank Boeijen Groep
- Frank Boeijen Groep (1981)
- Twee (1982)
- 1001 Hotel (1983)
- Kontakt (1984)
- Foto van een Mooie Dag (1985)
- In Natura (1986)
- Welkom in Utopia (1987)
- Onderweg (1988) (verzamelalbum)
- Dans in Slow-Motion (1988)
- Een Zomer aan het Eind van de Twintigste Eeuw (1989)
- Hier Komt De Storm (1990)

### Solo
- Start (1992)